# Шхельда
Шхельда (карач.-балк. Ишхилди — «брусника», груз. შხელდა) — горный массив в центральной части Большого Кавказа, в Приэльбрусье, к юго-востоку от Эльбруса, в бассейне реки Адылсу. Расположен точно на линии российско-грузинской государственной границы, в силу отсутствия делимитации которой в настоящее время невозможно сказать, какие именно вершины Шхельды из нижеописанных находятся в России, а какие — в Грузии. Одноимённое название имеют ледник и река, берущие начало на склоне горы, и альплагерь.

## Описание
Горные вершины:
- Восточная (4320 м),
- Центральная (4310 м),
- Третья Западная (Аристова, 4280 м),
- Вторая Западная (4300 м),
- Западная (4129 м),
- Профсоюзов (4100 м).

С северного склона массива спускается в сторону России ледник Шхельда.
Советские альпинисты впервые поднялись на Шхельду в 1936 году.

## Происшествия
- 14 августа 1974 года, при восхождении на п. Аристова (5Б к.сл.) сорвался и погиб тренер школы инструкторов Петр Викторович Егоров. Поиски прошли безуспешно.
- 1977 год — при восхождении на центральную вершину Шхельды(по Лопате) погибли альпинисты из Ленинграда Виктор Давыдов, Владимир Кулемза, Нинель Соколова и Валентин Соколов. В восхождении участвовали 6 альпинистов — помимо упомянутых, Алексей Лопатко и Владимир Титов. Альпинисты шли тремя связками по двое; при прохождении ледника сорвалась первая двойка (Кулемза — Давыдов), зацепив при падении вторую двойку (Соколов — Соколова); перепутавшиеся верёвки не дали возможности ни одному из альпинистов зарубиться на леднике, и все четверо сорвавшихся соскользнули по леднику до перегиба. К моменту, когда оставшаяся двойка (Лопатко — Титов) спустилась к месту падения, трое альпинистов были мертвы, пульс прощупывался только у Владимира Кулемзы — у него был перелом костей черепа, и через некоторое время он тоже скончался.

## В искусстве
Именем горы — «Шхельда» назвал Юрий Визбор одну из своих песен, написанную в 1960 году:
Кончилось лето жаркое, Шхельда белым-бела.

Осень, дождями шаркая, в гости ко мне пришла.

Снова туманы, вижу я, свесились с гор крутых,

Осень — девчонка рыжая, ясная, словно ты.